# Bezeichnungen für Homosexualität
Die Bezeichnungen für Homosexualität oder Bezeichnungen für überwiegende oder teilweise gleichgeschlechtliche Zuneigung an sich und vor allem die verschiedenen Personenbegriffe sind aus verschiedenen Gründen entstanden, beruhen oft auf einem Konzept und unterschiedlichen Zuschreibungen. Von „Homosexualitäten“ oder auch Bisexualitäten in der Mehrzahl spricht man laut Haeberle immer dann, wenn man anerkennt, dass es verschiedene soziale Konzepte in verschiedenen Kulturen für gleichgeschlechtlich Empfindende gab und gibt und diese sich im Laufe der Geschichte verändern.
Umgangssprachliche abwertende und derbe Bezeichnungen begleiteten Homosexuelle, seitdem die Kultur durch Heterosexualität geprägt ist: etwa Bezeichnungen wie Arschficker oder Schwanzlutscher.

## Deutungshoheit moderner Begriffe
Die Erschaffung der Begriffe Urning, Homosexueller oder die Verwendung des Begriffs drittes Geschlecht war eine Reaktion auf konkrete soziale Unterdrückung und erfolgte durch die Initiativen gegen die gesetzlichen Verbote direkt im juristischen Kontext. Homosexueller setzte sich dann trotz semantischer Probleme durch und wurde vor allem im medizinisch/wissenschaftlichen Kontext verwendet und verbreitet, der auch einige Verfahren zur „Therapie“ bereitstellte und manchmal auch unter Druck oder sogar Zwang umsetzte. Um begrifflich diesem kühlen Umfeld zu entfliehen und auch als Provokation wurde die Verwendung der ehemals rein umgangssprachlichen Begriffe schwul und lesbisch als Selbstbezeichnung forciert. Man fühlt sich heute aber ebenso durch die Ausdrucke homosexuell oder gleichgeschlechtlich angesprochen und diese werden auch verwendet, wenn beide Geschlechter gemeint sind und man kein Kofferwort verwenden will.
Der Sexologe John Gagnon erklärt und fordert folgendes:

„Erforderlich ist die dauernde Anerkennung der Tatsache, daß Sprachgebrauch und Deutung im wahrsten Sinne Akte der sozialen Kontrolle sind, daß «Homosexueller» und «Homosexualität» Etiketten darstellen, die einigen Personen und ihrem Verhalten von anderen Personen aufgezwungen worden sind, und daß diese Etikettierung das Recht der letzteren begründete, den ersteren die Entstehung, Bedeutung und den moralischen Wert ihres Verhaltens zu erklären.“

## Begriffe im Laufe der Geschichte

### Bis Anfang des 19. Jahrhunderts
Anfang des 19. Jahrhunderts gab es nur meist sehr abwertende Ausdrücke für gleichgeschlechtlichen Sex und gleichgeschlechtliche Anziehung. Die meisten waren umgangssprachlich, ein paar wurden auch in der Wissenschaft verwendet, in der Belletristik kam es selten vor und wurde meist umschrieben.
Viele Begriffe enthielten recht direkte Anspielungen auf die vermutete sündige sexuelle „Haupt“-Praktik. Manchmal wurden sie nur in Latein oder Griechisch geschrieben, um nicht Ungebildete oder Kinder zu verderben. So sind etwa im Deutschen Wörterbuch der Brüder Grimm Bedeutungserklärungen für schwul und schwuler in Griechisch geschrieben: schwul παιδεραστειν (paiderastein); schwuler ο παιδεραστης (ho paiderastes). In früheren Zeiten hingen die erlaubten Themen und die Art, auf die sie behandelt werden konnten, aufgrund der Zensur davon ab, für welchen Personenkreis ein Buch geschrieben wurde.
Die Bezeichnung Sodomie, mit der Ableitung Sodomit (Plural, und auch ugs. Singular, Sodomiter), war bis in die Neuzeit hinein weit verbreitet. Über die Jahrhunderte machte dieser Begriff einen Bedeutungswandel durch. Sodomie war jede non-vaginale Penetration, umfasste also neben gleichgeschlechtlichem Verkehr Onanie, Zoophilie, Masturbation, Verkehr zwischen den Schenkeln sowie Anal- und Oralverkehr. Um 850 wurde der Begriff im Pseudoisidor von Benedictus Levita (Autor der dortigen Capitularia Benedicti Levitae, von Levita gefälschte karolingische Kapitularien) auf jegliche Sexualhandlungen ausgeweitet, die nicht der Kinderzeugung dienten (inklusive etwa Analverkehr, der Reiterstellung und der Selbstbefriedigung) und damit für widernatürlich erklärt wurden, ein später von Thomas von Aquin in der Summa theologica wiederholtes und bekräftigtes Argument. Im Hochmittelalter schließlich galt Sodomie durch die häufige gemeinsame Verwendung unter anderem in Anklageschriften quasi synonym zu Ketzerei, oft auch zu Teufelsanbetung und Hexerei. Aufgrund des Arguments der angenommenen Widernatürlichkeit wurde ab der frühen Neuzeit die Sodomie auch als Sünde wider die Natur bzw. Unkeusch(heit) wider die Natur eingedeutscht. (→§ 175) Erst ab etwa der Mitte des 19. Jahrhunderts änderte sich allein im Deutschen die Bedeutung zur ausschließlichen Bezeichnung für Sexualhandlungen von Menschen mit Tieren. Im Diskurs innerhalb der römisch-katholischen Kirche begann dieser Bedeutungswandel nach dem Zweiten Weltkrieg.
Die Päderastie erlebte eine ähnliche Bedeutungsänderung. Als der Begriff in der Neuzeit wieder aufkam, bezeichnete er entgegen der ursprünglichen Bedeutung bei den alten Griechen vor allem Analverkehr, auch heterosexuellen. Parallel dazu existierte die neuzeitliche Eindeutschung Knabenschänder, die eindeutiger männlich-gleichgeschlechtlich konnotiert war, aber offenbar nicht notwendigerweise mit einer bestimmten Alterspräferenz in Verbindung gebracht wurde. Insbesondere wurde auch die lateinische Übersetzung pedicatio der (medizinische) Fachbegriff für Analverkehr. Noch in den 1930ern schrieb die Polizei manchmal Päderastie als Verhaftungsgrund auf die Karteikarte eines Mannes, der sich gleichgeschlechtlich betätigt hatte.
Für die Frauen gab es die Tribadie oder tribadische Liebe, aber auch die sapphische oder lesbische Liebe. Diese Bezeichnungen waren nicht ganz so negativ, unter Männern oft eher erotisch besetzt. Dafür spricht auch der recht häufige Zusatz „Liebe“.
Gleichgeschlechtliches Sexualverhalten wurde auch als (unsprechliche) stumme Sünde bezeichnet. Für beide Geschlechter gab es die sodomitische Sünde sowie die Unzucht wider die Natur.

### Aufkommen der Bewegung
Mit Heinrich Hössli (1784–1864) begannen die Bemühungen für eine Akzeptanz der gleichgeschlechtlich Liebenden. Hössli veröffentlichte sein erstes Buch im Jahr 1821 unter dem Titel Die Männerliebe …, welche prinzipiell Mann und Frau haben können, mit dem Zusatz … der Griechen.
Weil ihm die bisher verwendeten Begriffe zu negativ erschienen, führte Karl Heinrich Ulrichs (1825–1895) 1864 die für Gleichgeschlechtliche geltenden Begriffe Uranismus, Urning und Urninde und die für Verschiedengeschlechtliche geltenden Begriffe Dioning, Dioninge ein.
Um dieselbe Zeit nahmen sich die aufkommende moderne Medizin und die Nervenärzte immer mehr der menschlichen Nonkonformitäten an. Karl Maria Kertbeny prägte 1868 das Begriffstripel Monosexual, Homosexual und Heterosexual. Richard von Krafft-Ebing sorgte ab 1886 mit seiner Psychopathia sexualis für eine große Verbreitung des Wortes „Homosexualität“, obwohl er meist von „conträren Sexualempfindungen“, „conträr-sexualem Verkehr“ und „Urning“ schreibt.
Im Jahr 1870 führte Carl Friedrich Otto Westphal die Begriffe conträre Sexualempfindung und Conträrsexueller ein. Daraus wurde auf dem Umweg über Italienisch, Französisch und Englisch (Havelock Ellis, John Addington Symonds) die sexuelle Inversion und der Invertierte. Auch der Begriff Geschlechtswahnsinn von dem Rechtsmediziner Johann Ludwig Casper war ein Versuch, „erst einmal neutrale Bezeichnungen zu finden“.
Otto von Bismarck verschaffte dem griechisch-antiken Begriff Kinäde für eine homosexuell agierende Person wieder eine politische Aktualität.
In den folgenden Jahren waren die Begriffe Ulrichs’, Kertbenys und Westphals etwa gleich weit verbreitet. 1914 merkte Magnus Hirschfeld an, dass sich der Begriff Homosexualität weitgehend durchgesetzt hat. Er merkte aber auch zwei bis heute bestehende und bemerkbare große Nachteile des Begriffs an. Die meistverwendeten Bedeutungen des Wortes homo in Bezug auf den Menschen sind die lateinischen „Mann“ oder „Mensch“ und nicht das griechische homós („gleich“). Und der zweite Teil des Wortes stammt aus dem Lateinischen. Dadurch wird „homo“ sehr oft mit Mann gleichgesetzt, Homosexualität somit mit männlicher Homosexualität und es kommt meist bei heterosexuellen Menschen zu skurrilen Formulierungen wie „Homosexuelle und Lesben“. Noch verhängnisvoller fand Hirschfeld den Umstand, dass unter dem Eindruck der Endung „sexuell“ das Wort vielfach nicht im Sinne gleichgeschlechtlicher Artung oder Orientierung erfasst und gebraucht wird, sondern im Sinne einer sexuellen Handlung.
Die Bezeichnungen gleichgeschlechtlich / Gleichgeschlechtlichkeit / Gleichgeschlechtlicher tauchen erstmals in den Anfangszeiten der Sexualwissenschaft um 1900 auf. Häufiger erscheinen sie ab 1910, nachdem der Eindruck entstanden war, den vielen „Fremdwörtern für Gleichgeschlechtlichkeit“ hilflos ausgeliefert zu sein. Es besteht deshalb die Möglichkeit, dass die hybriden Wörter Kertbenys rückübersetzt wurden, um sich der fachsprachlichen, medizinischen Färbung zu entledigen. In den Jahrbüchern um die Jahrhundertwende kam auch „(die) Gleichgeschlechtlich-veranlagten“ vor. Auch in Alfred Döblins Roman Berlin Alexanderplatz aus dem Jahr 1926 ist von den Gleichgeschlechtlichen die Rede.

### Nachkriegszeit
Von etwa 1900 bis in die 1960er gab es auch in der Bewegung immer wieder Versuche, passende und positive Begriffe zu finden, von denen manche einen größeren Bekanntheitsgrad erreichten.
Bleibtreu-Ehrenberg weist 1981 darauf hin, dass selbst der Gutwillige keinen wertneutraleren Begriff für Homosexualität kennt, dieser aber das homosexuelle Individuum stark auf einen Teilaspekt, die Sexualität, reduziert und dadurch einengt. Selbst innerhalb der Lesben- und Schwulenbewegung kam es zu Diskussionen, Konfrontationen und dadurch Arbeitsbehinderungen, weil es keinen wertneutralen Begriff gab. In der sechsbändigen Auflage des Großen Duden (1976–1981) fügt die Redaktion die Bemerkung „bes. von Mann zu Mann“ hinzu. In der achtbändigen Ausgabe (1993–1995) fehlt dieser Hinweis. Ernest Borneman weist 1990 auf öffentliche Umfragen hin, wo die Mehrzahl der Deutschen glaubt, dass Homosexualität „Geschlechtsverkehr unter Männern“ bedeutet. Im selben Jahr weist das Wörterbuch Richtige Wortwahl auf zwei verschiedene Verwendungen hin: „H. wird in der (mediz.) Fachsprache auf Männer und Frauen bezogen, in der Alltagssprache dagegen nur auf Männer.“ Besonders trifft dies auf das Substantiv Homosexueller zu.
In einem 1946 erschienenen Artikel über die Frage, wie man sich denn nun benennen solle, hielt Kurt Hiller auch die Bezeichnung Gleichgeschlechtlicher für möglich, gab aber zu bedenken, dass er es für nicht schön hält. Und sprachlogisch stimmte es für ihn nicht ganz, da die Hingezogenheit keinen Ausdruck findet. Auch Gleichgeschlechtlichkeit klang für ihn „schlecht und unklar“. Trotz der Kritik Hillers ist das Wort Gleichgeschlechtlichkeit in einigen, auch aktuellen, Wörterbüchern belegt. Die Bezeichnung Gleichgeschlechtliche wird zwar selten, aber doch gelegentlich verwendet.
In den bildungssprachlichen Bereich fand auch der Begriff sowohl der Homophilie wie auch der Androphilie Eingang, mehr noch sein negativ- ablehnendes Pendant der Homophobie.
In Österreich waren die Aktivisten der Bewegung durch die 4 Paragraphen seit 1971 dauernd mit dem Begriff gleichgeschlechtlich konfrontiert und er wurde auch in anderem Kontext aktiv genutzt. Heute ist es im gesamten deutschen Sprachraum weit verbreitet und wird vor allem als Adjektiv für die nähere Bestimmung von Akt, Anziehung, Beziehung, Erfahrungen, Ehe, Heirat, Liebe, Objekt, Orientierte, orientierte Menschen, empfindende Menschen, Orientierung, Paar, Partner, Person, Sexualität und weiteres verwendet. Für die vielen unterschiedlichen Lebenskonzepte der heterogenen Gruppe der Homosexuellen, der Bisexuellen, aber auch der geneigten Heterosexuellen wird gerne der Begriff gleichgeschlechtliche Lebensweisen verwendet. Gerne auch bei Funktionen („Beauftragter für …“), Dienststellen, Beratungsangeboten und vielem mehr. Gerne wird es auch in der historischen Geschichte und Soziologie verwendet, da es das Konzept des heutigen Homosexuellen erst seit Ulrichs gibt, auch wenn es davor schon vereinzelt ähnliche Identitäten gab.
In der Schweiz findet der Begriff der frauenliebenden Frau in diesem Zusammenhang immer mehr Verwendung. So auch im Subtitel des 2015 erschienenen Buches der Journalistin und Historikerin Corinne Ruffli (* 1979) über frauenliebende Frauen über 70.
Aus dem angelsächsischen Bereich stammen Bezeichnungen wie Gay der Euphemismus für einen schwulen Mann ein „Freund von Dorothy“ (FOD) sein, wahrscheinlich angelehnt an die der Figur Dorothy Gale aus der Zauberer von Oz-Reihe oder an die Autorin Dorothy Parker.

## Juristische Texte
Durch die Strafandrohung und die verhängten Strafen hatten Gesetzestexte Einfluss auf die Homosexuellen und die Gesellschaft, und nicht zuletzt auf die Wissenschaft. In deutschsprachigen Gesetzestexten stand immer das Geschlecht der Personen und die sexuelle Handlung im Vordergrund. Die sexuelle Orientierung, Homosexualität, war als reiner Zustand oder bloße Empfindung, im Unterschied zu konkreten Handlungen, nie von juristischem Belang und fand dort als Begriff nie Verwendung.
In einem Gesetzesentwurf der Bundesrepublik Deutschland aus dem Jahr 1962 war von „gleichgeschlechtlicher Unzucht“ die Rede; Österreich setzte diese Formulierung 1971 in die Tat um. Auch waren von 1767 bis 1971 die österreichischen Verbote immer geschlechtsneutral gehalten, da es für Frauen und Männer gleichermaßen strafbar war. Danach waren bis 1997 zwei Paragraphen für Schwule und Lesben gültig. Die österreichischen Paragraphen von 1971 wurden auch kurze Zeit später fast gleichlautend in Liechtenstein übernommen. Folgende Formulierungen wurden im Laufe der Zeit auf den angegebenen neuzeitlichen Staatsgebieten verwendet:
| Jahr | Land  | Zitat |
| ---- | ----- | --- |
| 1507 | D-BA  | „Straff der vnkeusch / so wider die natur geschicht. […] man mit man / weyb mit weyb / vnkeusch treyben …“ |
| 1532 | D & A | „Straff der vnkeusch / so wider die Natur beschicht. […] mann mit mann / weib mit weib / unkeusch treiben …“ |
| 1794 | D     | „… widernatürliche Unzucht, welche zwischen Personen männlichen Geschlechts …“ |
| 1871 | D     | „… widernatürliche Unzucht, welche zwischen Personen männlichen Geschlechts …“ |
| 1935 | D     | „Ein Mann, der mit einem anderen Mann Unzucht treibt …“ |
| 1957 | BRD   | „… die Behandlung des Problems der gleichgeschlechtlichen Unzucht …“ (BVerfGE 6, 389) |
| 1962 | BRD   | „gleichgeschlechtliche Unzucht“ (Strafrechtsentwurf) |
| 1969 | BRD   | „… ein Mann […], der mit einem anderen Mann […] Unzucht treibt …“ |
| 1973 | BRD   | „Ein Mann […], der sexuelle Handlungen an einem Mann […] vornimmt …“ |
| 1949 | DDR   | „Die widernatürliche Unzucht, welche zwischen Personen männlichen Geschlechts …“ |
| 1968 | DDR   | „Ein Erwachsener, der mit einem Jugendlichen gleichen Geschlechts sexuelle Handlungen …“ |
| 1767 | A     | „… Laster der Unkeuschheit wider die Natur, oder sodomitische Sünd […] zwischen Personen einerley Geschlechts, als Mann mit Mann, Weib mit Weib …“ |
| 1787 | A     | „… mit seinem eigenen Geschlechte fleischlich zu vergehen …“ |
| 1803 | A     | „… Unzucht wider die Natur …“ |
| 1852 | A     | „… Unzucht wider die Natur, das ist […] b) mit Personen desselben Geschlechts …“ |
| 1971 | A     | - „Gleichgeschlechtliche Unzucht mit Jugendlichen. Eine Person männlichen Geschlechtes, […] mit einer […] Person gleichgeschlechtliche Unzucht treibt …“ - „Gewerbsmäßige gleichgeschlechtliche Unzucht. […] gleichgeschlechtliche Unzucht mit einer Person männlichen Geschlechts …“ - „Werbung für Unzucht mit Personen des gleichen Geschlechtes …“ - „Verbindungen zur Begünstigung gleichgeschlechtlicher Unzucht …“ |
| 2001 | D     | „Zwei Personen gleichen Geschlechts begründen eine Lebenspartnerschaft …“ |
| 2008 | CH    | „… der eingetragenen Partnerschaft gleichgeschlechtlicher Paare. […] Zwei Personen gleichen Geschlechts können ihre Partnerschaft eintragen lassen. …“ |
| 2010 | A     | „… der eingetragenen Partnerschaft gleichgeschlechtlicher Paare. […] Eine eingetragene Partnerschaft können nur zwei Personen gleichen Geschlechts begründen …“ |

Bei Antidiskriminierungsbestimmungen wird dagegen meist von sexueller Identität oder sexueller Orientierung geredet, da es für alle gleichermaßen gilt.